# Ногооннуур (сомон)
Ногооннуур (монг. Ногооннуур) – сомон Баян-Улгийського аймаку Монголії. Територія 5,2 тис кв км, населення 8,2 тис. Центр Ногооннуур розташований на відстані 150 км. від міста Улгий, та на відстані 1700 км від Улан-Батора. Школа, лікарня, сфера обслуговування, створюється вільна економічна зона.

## Рельєф
Річки Ховд, Батмурун та їх притоки, на сході озеро Ачит. На горі Турген – вічні сніги та лід.

## Клімат
Клімат різкоконтинентальний. Середня температура січня -21-24 градуси, липня +12-18 градусів. У середньому в горах Тургену випадає 450 мм опадів, у долині Ховду та ачиту 100-150 мм.

## Тваринний світ
В горах водяться вовки, лисиці, зайці, аргал, дикі кози, бабаки

## Адміністративні межі
Ногооннуур межує з сомонами Цагааннуур, Бугат, Алтанцугц, на сході межує з аймаком Увс. На півночі проходить кордон з Росією.